# Енджі Гармон
Анджела Мішель (Енджі) Гармон (англ. Angela Michelle 'Angie' Harmon; нар. 10 серпня 1972) — американська актриса і модель.
У 1987 році у віці 15 років виграла модельний конкурс Seventeen та підписала контракт з IMG Models і з'явилася на обкладинках таких журналів, як Cosmopolitan і Esquire. Акторським проривом стала роль Раян Макбрайд у серіалі «Baywatch Nights» (1995—1997), пізніше вона отримала чотири номінації на премію Гільдії кіноакторів за роль Еббі Кармайкл у серіалі «Закон і порядок» (1998—2001). Гармон також з'явилася в ряді ролей у кінофільмах, серед яких Барбара Ґордон у «Бетмен майбутнього: Повернення Джокера» (2000) і Роніка Майлз в «Агент Коді Бенкс» (2003).
Після ролей Роуз у відомому фільмі «Водоспад Серафима» (2006) і Ліндсі Боксер у короткостроковому серіалі «Жіночий клуб розслідувань убивств» (2007—2008), Гармон запросили на головну роль Джейн Різзолі в серіалі TNT «Різзолі та Айлз» (2010—2016) і отримала премію Грейсі за найкращу жіночу роль у драматичному або спеціальному серіалі у 2012 році та премію Вибір народу як улюблена актриса кабельного телебачення у 2015 році. Вона зіграла головну роль в ряді оригінальних проєктів мережі Lifetime, які включають біографічний телефільм «Video Voyeur» (2002) і повнометражний фільм «Living Proof» (2008), який отримав схвалення критиків. У 2021 році вона підписала ексклюзивну угоду на кілька проєктів Lifetime.

## Раннє життя
Гармон народилася в Гайленд-Парк, передмісті Далласа, штат Техас, у сім'ї Дафни Демар (уроджена Каравагелі) і Ларрі (Лоуренс Пол) Гармона, керівника інформаційної мережі лікарні в Далласі. Її батько має німецьке та ірландське походження, мати — грецьке. В телешоу з пошуку генеалогічних коренів «Who Do You Think You Are?» Гармон виявила, що її предки були німцями, які служили в армії Джорджа Вашингтона під час війни за незалежність США, а пізніше придбали землю в окрузі Мерсер, штат Кентуккі. Землею досі володіє віддалена гілка її родини.

## Кар'єра
Гармон працювала дитиною-моделлю, а в 1987 році виграла модельний конкурс Seventeen. Вона відвідувала середню школу Гайленд-Парк до 1990 року, де була членом Highland Belles. Невдовзі після цього вона виграла конкурс Spectrum Model Search, згодом зробила успішну кар'єру моделі та стала відомою на початку 1990-х років. Вона працювала моделлю для Calvin Klein, Giorgio Armani і Donna Karan і з'являлася на обкладинках ELLE, Cosmopolitan і Esquire. У Нью-Йорку підписала контракт з IMG Models.
Гармон почала зніматися в 1995 році після того, як у літаку зустріла Девіда Гассельгоффа. Зіграла провідну роль у «Baywatch Nights» та короткочасному серіалі «C-16: FBI». Також знялася у фільмі 1998 року «Лугові собачки», який вийшов лише в обмеженому прокаті.
Наприкінці 1990-х років Гармон стала більш відомою, коли приєдналася до серіалу NBC «Закон і порядок», граючи адвоката Еббі Кармайкл з 1998 по 2001 рік. У цей час вона також озвучила Барбару Ґордон в анімаційному фільмі «Бетмен майбутнього: Повернення Джокера», змінивши Стокард Ченнінґ. Залишила «Закон і порядок», щоб зосередитися на своїй кінокар'єрі, сказавши, що вона віддає перевагу роботі в кіно, ніж на телебаченні.
Після появи у фільмі «Добра порада» 2001 року вона зіграла роль другого плану в шоу «Агент Коді Бенкс» (2003) про підлітка-агента ЦРУ (Френкі Муніз). У 2006 році Гармон зіграла разом із Кубою Гудінгом молодшим і Джеймсом Вудсом у політичній драматичній драмі «Кінець гри», а також з'явився в ролі Роуз у відомому вестерні «Водоспад Серафима».
У 2006 році Гармон знялася в пілотному епізоді серіалу ABC «Secrets of a Small Town», який не вийшов. Вона також знялася в іншому невдалому телевізійному шоу на NBC, «Inconceivable», яке було скасовано після двох епізодів. Наступного року вона знялася в іншому пілотному проєкті ABC, «Жіночий клуб розслідувань убивств», з якого вийшло 13 епізодів. Гармон була однією з п'яти актрис, які позували оголеними для випуску журналу Allure у травні 2008 року, разом із Ґабріель Юніон, Зої Маклеллан, Джилл Скотт і Аною Ортіс.
У 2010 році Гармон знялася в рекламному ролику для «UpLiv», програми боротьби зі стресом, а також в рекламі крему від зморшок «Pro-X» для Olay. З 2010 по 2016 рік вона знімалася разом із Сашою Александер у кримінально-драматичному серіалі TNT «Різзолі та Айлз», де зіграла детектива бостонської поліції Джейн Різзолі. Прем'єра серіалу відбулася 12 липня 2010 року, усього вийшло 100 епізодів. За цю роботу Гармон отримала нагороду «Найкраща головна жіноча роль у драматичному серіалі» на церемонії вручення премії Грейсі Аллен у 2012 році, а також нагороду «Вибір людей» як улюблена актриса кабельного телебачення у 2015 році.
Гармон з'явилася в музичному кліпі Крейга Моргана «This Ole Boy», випущеному в січні 2012 року. У липні 2012 року, під час реклами нового сезону «Різзолі та Айлз», в нічному телешоу Конана О'Браєна Гармон заявила, що вона дуже зацікавлена в тому, щоб зіграти кіноверсію Жінки-Галка, якщо такий фільм зніматиметься.
У червні 2021 року Гармон підписала угоду про створення кількох фільмів для Lifetime, де вона була ведучою документального серіалу «Cellmate Secrets» і зіграла роль Гейзел Кінг у фільмі «Похований у Барстоу».

## Особисте життя
13 березня 2000 року Гармон заручилася з колишнім гравцем НФЛ Джейсоном Сегорном. Вона була гостею на The Tonight Show з Джеєм Лено, коли Лено викликав Сегорна як несподіваного гостя. Сегорн негайно підійшов до неї, став на одне коліно та зробив пропозицію. Вони одружилися 9 червня 2001 року. Пара має трьох дочок: Фінлі; Евері та Емері. Обидва публічно підтримують Республіканську партію. У листопаді 2014 року Гармон і Сегорн оголосили про розлучення після 13 років шлюбу.
З 2019 по 2021 рік Гармон була заручена з актором Грегом Воганом.